# Richard Petit (romancier)
Pour les articles homonymes, voir Petit et Richard Petit.
 (avril 2021).
Si vous disposez d'ouvrages ou d'articles de référence ou si vous connaissez des sites web de qualité traitant du thème abordé ici, merci de compléter l'article en donnant les références utiles à sa vérifiabilité et en les liant à la section « Notes et références ».
Richard Petit, né le 7 mars 1958, est un romancier québécois, auteur et illustrateur de romans pour la jeunesse.
Il est l'auteur de plus de 110 ouvrages édités principalement par Boomerang et Andara.

## Œuvres

### Passepeur(auteur et illustrateur)
Passepeur est une collection de romans d'épouvante.
Journal d'un louseur
1.Ma veangence

#### RomansPassepeur
1. Qui a mordu le vampire ?, février 2016 (Co-Auteur, Marilou Addison)
2. Qui va dérouler la momie ?, juillet 2016 (Co-Auteur, Marilou Addison)
3. Qui va raser le loup-garou ?, décembre 2016 (Co-Auteur, Marilou Addison)
4. Qui va effrayer le fantôme ?, septembre 2017 (Co-Auteur, Marilou Addison)

#### Passepeuren couleurs
1. Les Derniers Terriens, septembre 2007
2. Le Trésor des tarentueurs, septembre 2008
3. Dans les dédales des fantômes, septembre 2008
4. Perdu au centre de la terre, septembre 2009
5. La Cité oubliée des abîmes, septembre 2009
6. Le Cirque des morts-de-rire, septembre 2009
7. Les Créatures de la télévision, septembre 2010
8. Les Trois Mousketueurs de Galaxia, septembre 2011
9. Cauchemars garantis, septembre 2011
10. Piégé au jeu Échekémort, septembre 2012
11. Toi, dans la peau d'un zombi, septembre 2012
12. Toi, le pire de tous les vampires, septembre 2013
13. La Parade des monstres, septembre 2013
14. Bienvenue au club mort d'Akapulko, novembre 2014.

#### Trio Passepeur
1. Trio terreur no 1, 2008
2. Trio terreur no 2, 2008
3. Trio terreur no 3, 2008
4. Trio terreur no 4, 2008
5. Trio terreur no 5, 2009
6. Trio terreur no 6, 2009
7. Trio terreur no 7, 2010
8. Trio terreur no 8, 2010
9. Trio terreur no 9, 2010

#### Votre Passepeur pour un horrible cauchemar
1. Perdu dans le manoir raidemort, octobre 1997
2. Le Prof cannibale, octobre 1997
3. La Pleine Lune des mutants-garous, octobre 1997
4. Le Cirque du docteur vampire, octobre 1997
5. La Momie du pharaon Dhéb-Ile, avril 1998
6. Les Gluants de l'espace, avril 1998
7. Le Cimetière flottant, octobre 1997
8. Monstropoly, octobre 1998
9. La Chose dans ma chambre, avril 1999
10. La Cantine morbide de loup ragoût, avril 1999
11. Les Mauvais Tours de Maggie noire, avril 1999
12. Le Jeu de Mutando, mars 2000
13. C'est arrivé... demain !, mars 2000
14. Scooter terreur, octobre 2000
15. Naufragés sur Crânîle, octobre 2000
16. Bienvenue au zoorreur, mai 2001
17. La Fusée médiévale, mai 2001
18. L'Ordinateur, janvier 2002
19. Le Labyrinthe du cyclope, janvier 2002
20. Horrifique parc, août 2003
21. Le Monstre de Zombiville, août 2003
22. La tour est folle, septembre 2004
23. Eau-secours !, septembre 2004
24. Les Châteaux de Malvenue, septembre 2005
25. Les Cadeaux du père Cruel, septembre 2005
26. Johnny Catacombe, octobre 2006
27. Le Temple Kôchemort, octobre 2006

#### Mini Passepeur
1. Poche-de-thé le fantôme, février 2012
2. Sac-en-papier et ses monstres, février 2012
3. La Pyramide de Berlingot la momie, février 2012
4. La Colère de Gros-plein-de-soupe, mars 2013
5. Les Mauvais Jeux de Mimi Bouh, mars 2013
6. Le Barbecue de Ti-guy Mauve, septembre 2014
7. Le Toutou perdu de Mimi Bouh, septembre 2014
8. Minou-de-nombril le zombi, mars 2015

#### PassepeurHors Série
- Zombis game, octobre 2015
- Caché dans les murs, octobre 2014
- La Bataille des jeux video, band dessinee, septembre 2011
- Entre les griffes des mutans band dessinee, octobre 2012

### Zoombira(auteur et illustrateur)
Zoombira est une collection de romans de science fiction aventures, qui compte dix tomes.
1. Le Labyrinthe des mondes, Boomerang éditeur jeunesse, Terrebonne, 2006, 256 p.,  (ISBN 978-2-89595-178-0).
2. La Pyramide des Maures, Boomerang éditeur jeunesse, Terrebonne, 2006, 256 p.,  (ISBN 978-2-89595-176-6).
3. Le Katana de Jade, Boomerang éditeur jeunesse, Terrebonne, 2006, 256 p.,  (ISBN 978-2-89595-177-3).
4. Le Dernier Soleil, Boomerang éditeur jeunesse, Terrebonne, 2007, 255 p.,  (ISBN 978-2-89595-226-8).
5. Les Gladiateurs de Romia, Boomerang éditeur jeunesse, Terrebonne, 2007, 256 p.,  (ISBN 978-2-89595-227-5).
6. L'Ère des ténèbres, Boomerang éditeur jeunesse, Terrebonne, 2007, 256 p.,  (ISBN 978-2-89595-228-2).
7. Les Yeux de la méduse, Boomerang éditeur jeunesse, Terrebonne, 2008, 256 p.,  (ISBN 978-2-89595-335-7).
8. Dans les pièges de Shiva, Boomerang éditeur jeunesse, Terrebonne, 2008, 256 p.,  (ISBN 978-2-89595-336-4).
9. La Victoire de Drakmor, Boomerang éditeur jeunesse, Terrebonne, 2008, 256 p.,  (ISBN 978-2-89595-337-1).
10. Odyssée contre la mort, Boomerang éditeur jeunesse, Terrebonne, 2009, 256 p.,  (ISBN 978-2-89595-337-1).

### Limonade(auteur et illustrateur)
Limonade est une série de romans pour jeunes filles, écrits de deux points de vue et partiellement imprimés tête-bêche.
1. De moche à cool, juin 2005
2. Corrida au trésor, juin 2005
3. Maskarade, septembre 2005
4. Julie de la lampe, septembre 2005
5. Plage à gogo, janvier 2006
6. Mona Zizanie, janvier 2006
7. Cirque de lune, octobre 2006
8. Belle magie, octobre 2006
9. Océanne, septembre 2007
10. Photocopines, septembre 2007
11. Miss Woopiville, septembre 2008
12. Luciole, septembre 2008
13. Rose Minuit, septembre 2009
14. Belle des étoiles, septembre 2009
15. Disco Gigi, septembre 2010
16. La Gardienne des clés, septembre 2011
17. Magikillage

### Zone Frousse(auteur)
- no 12, Il était une… dernière fois !, avril 2011
- no 8, Ton journal intime Zone frousse, mars 2010
- no 4, La plus jolie histoire, septembre 2009

### Ping Pong(co-auteur et illustrateur)
Ping-pong est une collection de mini romans d'environ 5000 mots, pour les enfants.
- no 3, Guerre de mots au party de Gunzo, janvier 2011
- no 2,  Safari Shopping contre les filles, janvier 2011
- no 1, Coincé dans un manège brisé, janvier 2011

### Ping Pong(co-auteur)
- no 9, Joël Noyeux, octobre 2013
- no 8, Cœur Cassé, octobre 2013
- no 7, Glou ! Glou !, octobre 2013
- no 6, Viva EL Vacances, octobre 2011
- no 5, Stars en poche, octobre 2011
- no 4, Texto terreur'', octobre 2011

### Mon Big à Moi
Mon Big à moi est une collection de grands livres écrits en grosses lettres pour les enfants.

#### Auteur et illustrateur
- Le monde totalement à l'envers de Fanny (no), septembre 2017
- Le monde totalement à l'envers de Fanny (no), octobre 2016
- Ninja Kid no 1, février 2016
- Le monde totalement à l'envers de Fanny (no), août 2015
- Le monde totalement à l'envers de Fanny (no), février 2015

#### Illustrateur
- Les secrets sucrés de Lolly Pop (no), mars 2017, (auteur, Geneviève Guilbault)
- Les aventuriers des jeux vidéo (no), octobre 2016, (auteur, Geneviève Guilbault)
- Scarlett 007, août 2016, (auteur, Geneviève Guilbault)
- Les Zozos du sport, août 2016, (auteur, Marilou Addison)
- Lolita Star (no), juin 2016, (auteur, Marilou Addison)
- Les aventuriers des jeux vidéo (no), janvier 2016, (auteur, Geneviève Guilbault)
- Les secrets sucrés de Lolly Pop (no), octobre 2015, (auteur, Geneviève Guilbault)
- Mimi Moustache, octobre 2015, (auteur, Émilie Rivard)
- Lolita Star (no), juin 2015, (auteur, Marilou Addison)
- Les secrets sucrés de Lolly Pop (no), mai 2015 (auteur, Geneviève Guilbault)

#### Illustrateur de couverture
- Lili Pompon, septembre 2017, (auteur, Valérie Fontaine)
- Lolita Star (no), juillet 2017, (auteur, Marilou Addison)
- Les aventuriers des jeux vidéo (no), juin 2017, (auteur, Geneviève Guilbault)
- Gigi de la lampe, mai 2017, (auteur, Geneviève Guilbault)
- Fidgi et ses drôles d'amimaux, avril 2017, (auteur Marilou Addison)

### Mon Mini Big à moi
Mon Mini Big à moi est une collection de grands livres écrits en grosses lettres pour les premiers lecteurs.

#### Auteur et illustrateur
- King Crotte, août 2017

#### Auteur et illustrateur de couverture
- Sauve qui pue !, mai 2017, (Co-auteur, Hélène Bernier)

#### Illustrateur de couverture
- Bacon La Tranche détective grillé, octobre 2017, (auteur, Dominique De Loppinot)
- Bébé Tarzou, octobre 2017, (auteur, Mika)
- Torchon et Guenille, septembre 2017, (auteur, Émilie Rivard)
- Coco Catastrophe, juin 2017, (auteur, Geneviève Guilbault
- Kung Fu Tim, mai 2017, (auteur Marilou Addison)
- Bouboule Gomme, mars 2017, (auteur, Marilou Addison)
- Pif perd la boule, janvier 2017, (auteur, Valérie Fontaine)
- Suuuper Barbotte, novembre 2016, (auteur, Geneviève Guilbault)
- Chat volant non identifié, novembre 2016, (auteur, Marilou Addison)

### Roman Adulte (auteur et illustrateur de couverture)
- Dev duel au Far Est, avril 2013